# Le Cayrol
Le Cayrol (okzitanisch Lo Cairòl) ist eine französische Gemeinde mit 253 Einwohnern (Stand 1. Januar 2022) im Département Aveyron in der Region Okzitanien (vor 2016 Midi-Pyrénées). Sie gehört zum Arrondissement Rodez und zum Kanton Lot et Truyère. Die Einwohner werden Cayrolais genannt.

## Geographie
Le Cayrol liegt etwa 33 Kilometer nordöstlich von Rodez. Das Gemeindegebiet gehört zum Regionalen Naturpark Aubrac. Umgeben wird Le Cayrol von den Nachbargemeinden Montpeyroux im Norden, Condom-d’Aubrac im Osten, Espalion im Süden sowie Coubisou im Westen.

## Bevölkerungsentwicklung
| Jahr                       | 1962 | 1968 | 1975 | 1982 | 1990 | 1999 | 2006 | 2019 |
| Einwohner                  | 472  | 442  | 416  | 328  | 313  | 282  | 285  | 268  |
| Quellen: Cassini und INSEE |      |      |      |      |      |      |      |      |

## Sehenswürdigkeiten
- Kloster Notre-Dame von Bonneval, 1147 gegründet, während der französischen Revolution aufgelöst
- Kirche Saint-Étienne in Anglars, 1265 auf dem Gelände der Kommanderie des Tempelritterordens erbaut
- Kirche von Le Cayrol aus dem 19. Jahrhundert

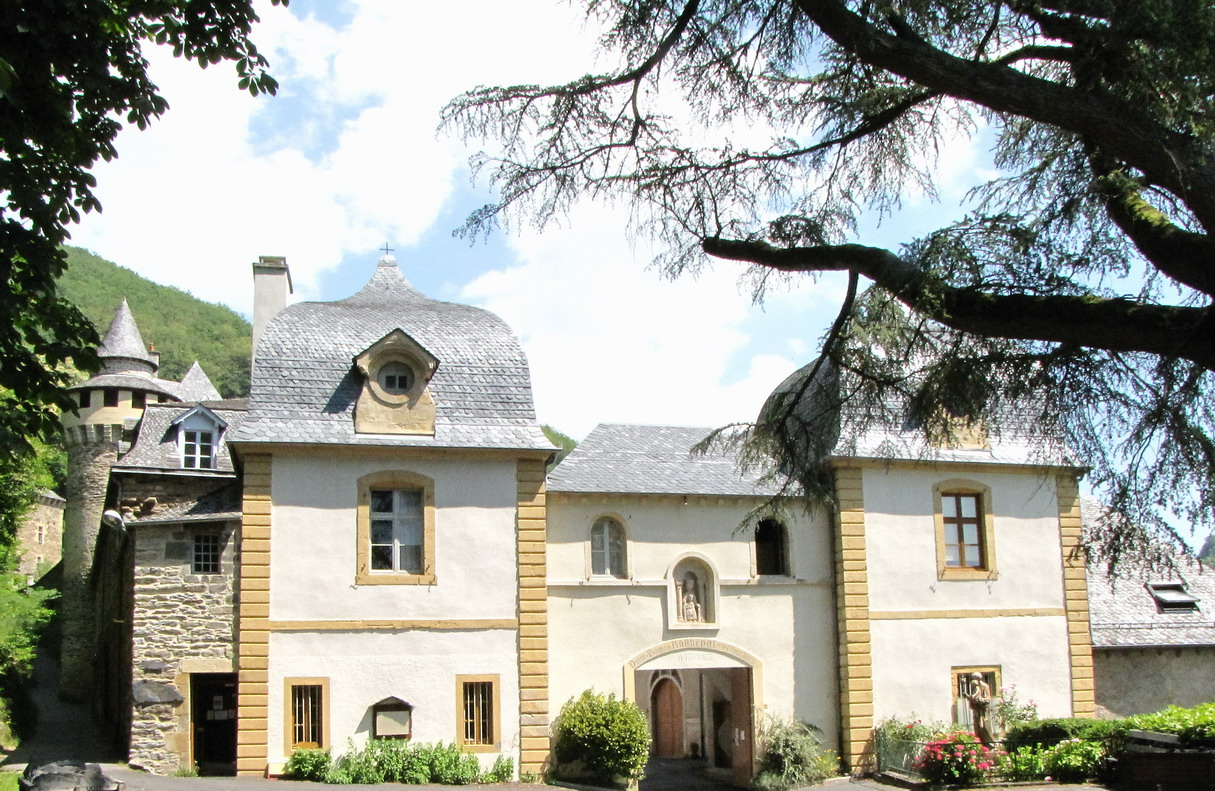
Kloster Notre-Dame de Bonneval
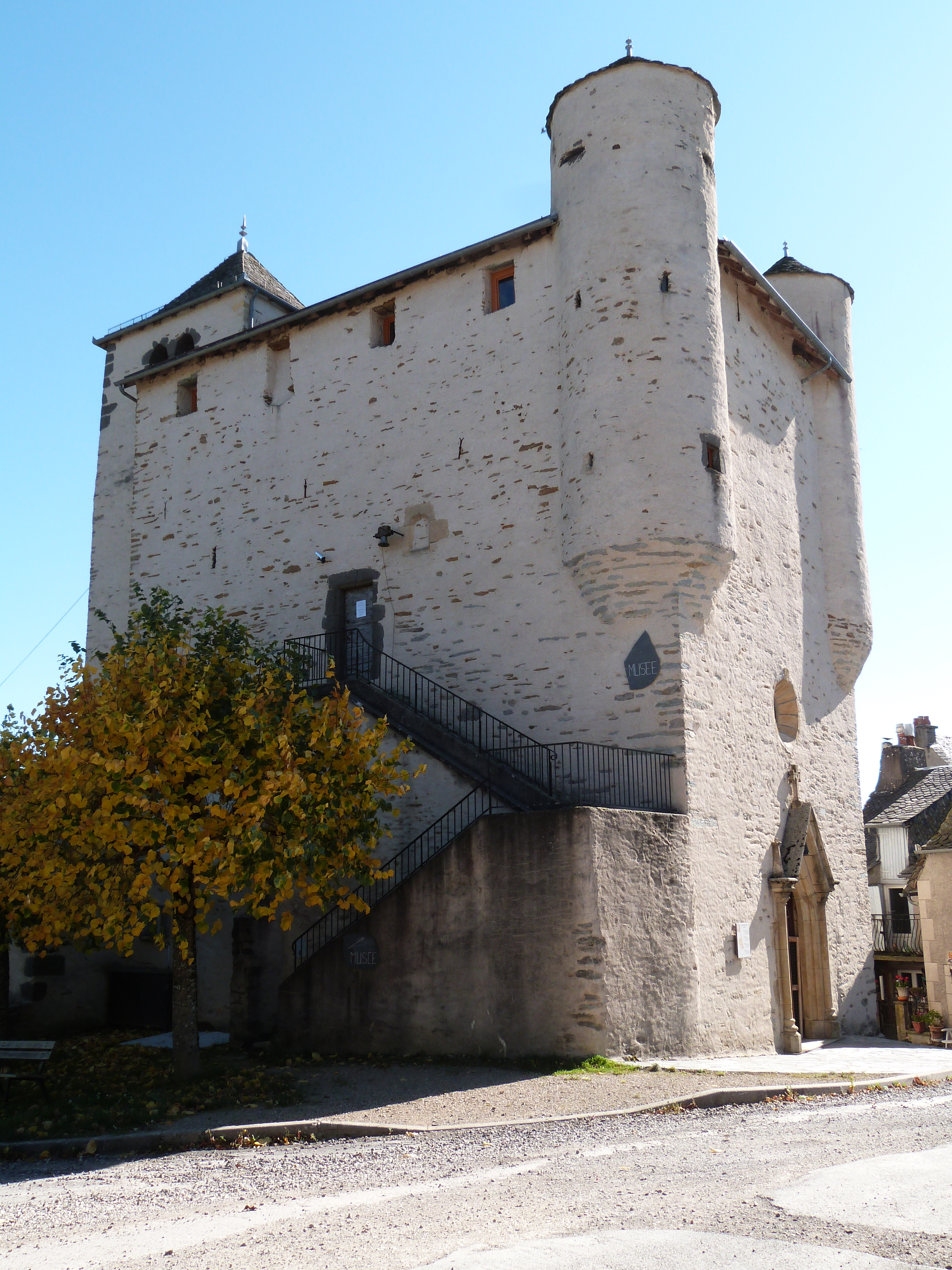
Kirche Saint-Étienne
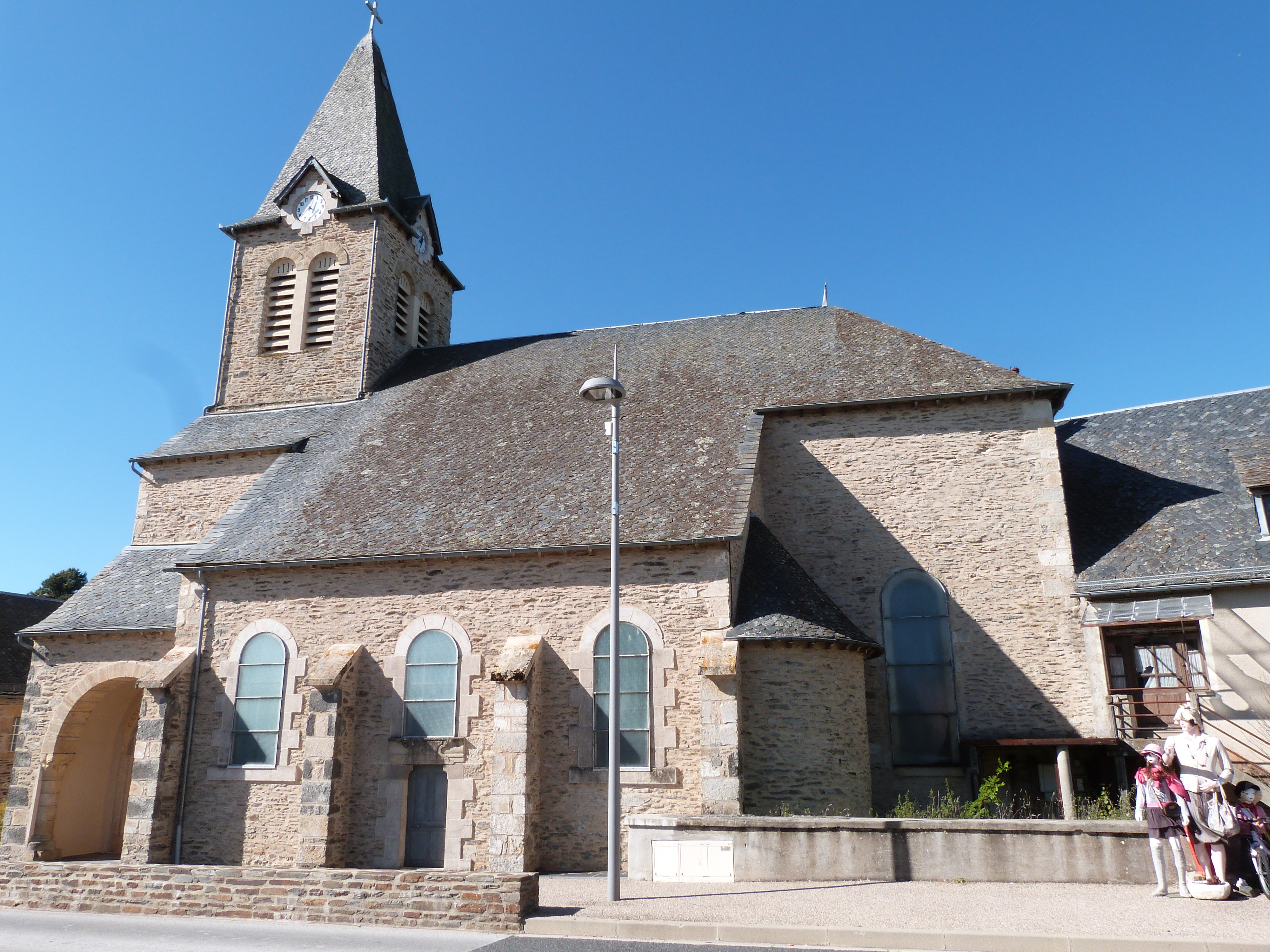
Kirche von Le Cayrol